# Jewgeni Wiktorowitsch Mitkow
Jewgeni Wiktorowitsch Mitkow (russisch Евгений Викторович Митьков, englische Transkription: Evgeni Viktorovich Mitkov; * 23. März 1972 in Schelechow, Oblast Irkutsk) ist ein ehemaliger russischer Volleyballspieler.

## Karriere
Aufgrund der sportlichen Erfolge wurde Mitkow 2001 der Orden der Freundschaft verliehen. Nach seiner aktiven Karriere wurde Mitkow 2012 Co-Trainer bei Lokomotiv Nowosibirsk.